# George Clinton (Musiker)

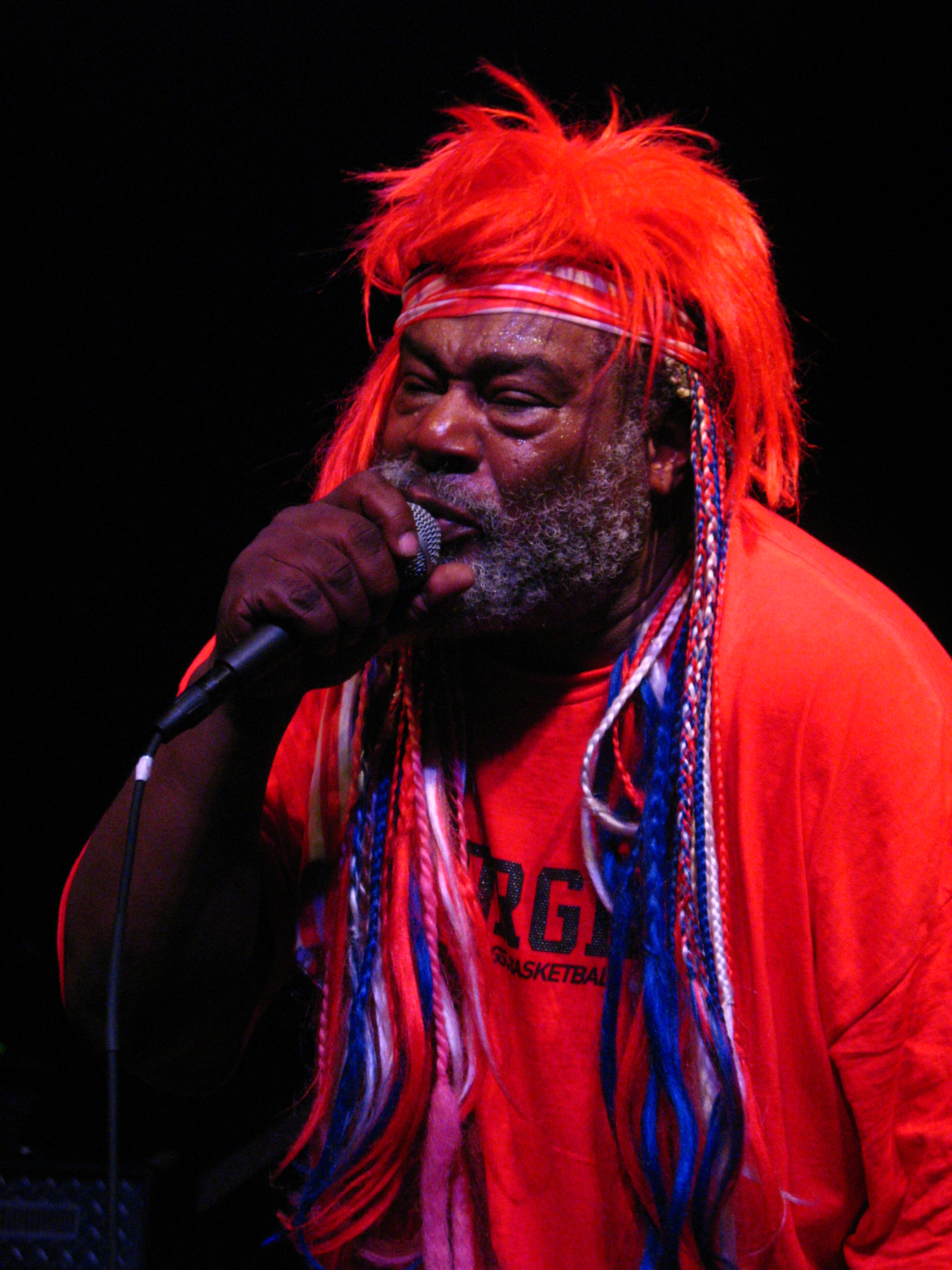
George Clinton (2007)

George Clinton (* 22. Juli 1941 in Kannapolis, North Carolina) ist ein US-amerikanischer Musiker und Produzent. Bekannt ist er als Begründer des P-Funks sowie Kopf der Bands Parliament und Funkadelic.

## Leben
George Clinton wurde in Kannapolis im US-Bundesstaat North Carolina geboren und wuchs in Plainfield in New Jersey auf. Während der 1950er Jahre begann sich Clinton für Musik zu interessieren. 1955 gründete er The Parliaments, angeblich im Hinterzimmer eines Friseursalons. Ende der 1960er Jahre gelang es ihm, mit verschiedenen Musikern unter den Bandnamen Parliament und Funkadelic erste kommerzielle Erfolge zu erzielen.
Nachdem die erfolgreiche Parliament/Funkadelic-Zeit 1980 beendet war, arbeitete Clinton solo weiter und brachte 1982 das Album Computer Games heraus. Gleichzeitig wurde er wieder mit den P-Funk All Stars aktiv, zu denen viele seiner alten Mitstreiter gehörten, u. a. auch Funk-Legende Bootsy Collins. Sein Ruhm verblasste allerdings im Laufe der 1980er Jahre und er konnte in kommerzieller Hinsicht nicht mehr an frühere Erfolge anknüpfen.
Allerdings brachte ihm der Kultstatus seiner P-Funk-Projekte dadurch Geld ein, dass sie wesentliche Wegbereiter der Sampling-Technik waren und dies von ihren Fans übernommen wurde. Dadurch bekam Clinton vor allem von Hip-Hop-Musikern regelmäßig Tantiemen ausgezahlt, wodurch er seine Musikerlaufbahn fortsetzen konnte und heute als einer der am häufigsten gesampelten Musiker gilt. Zu den Künstlern, die Stücke von Clinton verarbeitet haben oder bei der Produktion mit ihm zusammengearbeitet haben, zählen Prince sowie die US-Rapper Snoop Dogg und Kendrick Lamar oder das deutsche Rap-Duo Deine Lieblings Rapper. Zudem produzierte er verschiedene Bands und Musiker, so das Album Freaky Styley von den Red Hot Chili Peppers. Für das Lied Wolves, das auf dem Album 8 Diagrams von Wu-Tang Clan im Jahr 2007 erschienen ist, sang er den Chorus. Seit 2014 entstanden mit der Künstlerin Funky Taurus bislang sieben veröffentlichte gemeinsame CDs UFO-Le Funk, Brooklyn UFO, Highway, Le Funk, UFO, Hawking Tribute 2018.
Im Jahr 2006 hatte er einen Cameo-Auftritt in der ersten Folge der zweiten Staffel der Sitcom How I Met Your Mother.
Der Rolling Stone listete Clinton 2015 auf Rang 58 der 100 größten Songwriter aller Zeiten.
Im November 2022 nahm Clinton als Gopher an der achten Staffel der US-amerikanischen Version von The Masked Singer teil, in der er den achten Platz erreichte.
2023 wirkte er bei einem Lied des Albums Utopia von Travis Scott mit.
Ebenso 2023 auf der Funky Taurus Lazy Daisy CD, wieder auf dem Funky Taurus Mastering & P.Records Label.

## Diskografie

### Studioalben
| Jahr | Titel Musiklabel Katalog-Nr.                                                                  | Höchstplatzierung, Gesamtwochen, AuszeichnungChartplatzierungen (Jahr, Titel, Musiklabel Katalog-Nr., Platzierungen, Wochen, Auszeichnungen, Anmerkungen) | Höchstplatzierung, Gesamtwochen, AuszeichnungChartplatzierungen (Jahr, Titel, Musiklabel Katalog-Nr., Platzierungen, Wochen, Auszeichnungen, Anmerkungen) | Höchstplatzierung, Gesamtwochen, AuszeichnungChartplatzierungen (Jahr, Titel, Musiklabel Katalog-Nr., Platzierungen, Wochen, Auszeichnungen, Anmerkungen) | Anmerkungen                                                                                                |
| Jahr | Titel Musiklabel Katalog-Nr.                                                                  | UK | US | R&B | Anmerkungen                                                                                                |
| ---- | --------------------------------------------------------------------------------------------- | --- | --- | --- | --- |
| 1982 | Computer Games Capitol 12246                                                                  | — | US40 (33 Wo.)US | R&B3 (41 Wo.)R&B | Erstveröffentlichung: 5. November 1982 Produzent: George Clinton                                           |
| 1984 | You Shouldn’t-Nuf Bit Fish Capitol 12308                                                      | — | US102 (7 Wo.)US | R&B18 (29 Wo.)R&B | Erstveröffentlichung: 20. Dezember 1983 Produzent: George Clinton                                          |
| 1985 | Some of My Best Jokes Are Friends Capitol 12417                                               | — | US163 (6 Wo.)US | R&B17 (17 Wo.)R&B | Erstveröffentlichung: Juli 1985 Produzenten: George Clinton, Garry Shider                                  |
| 1986 | R&B Skeletons in the Closet Capitol 12481                                                     | — | US81 (12 Wo.)US | R&B17 (18 Wo.)R&B | Erstveröffentlichung: Mai 1986 Produzent: George Clinton                                                   |
| 1989 | The Cinderella Theory Paisley Park Records / Warner Bros. Records 25994                       | — | US192 (4 Wo.)US | R&B75 (7 Wo.)R&B | Erstveröffentlichung: 2. August 1989 Produzent: George Clinton                                             |
| 1993 | Hey Man … Smell My Finger NPG Records 25518                                                   | — | US145 (3 Wo.)US | R&B31 (11 Wo.)R&B | Erstveröffentlichung: 12. Oktober 1993 Produzenten: George Clinton, Kerry Gordy, William Bryant III, Foley |
| 1996 | T. A. P. O. A. F. O. M. (The Awesome Power of a Fully-Operational Mothership) 550 Music 67144 | — | US121 (4 Wo.)US | R&B27 (9 Wo.)R&B | Erstveröffentlichung: 11. Juni 1996 mit The P-Funk Allstars Produzent: George Clinton                      |
| 2008 | George Clinton and His Gangsters of Love Shanachie 5165                                       | — | — | R&B34 (2 Wo.)R&B | Erstveröffentlichung: 16. September 2008 Produzenten: George Clinton, Bobby Eli                            |

Weitere Studioalben
- 1997: Live … and Kickin’ (mit The P-Funk All Stars; Intersound 9284)
- 1998: Dope Dogs (mit The P-Funk All Stars; Dogone 9816)
- 2003: Original Artist Hit List (mit The P-Funk All Stars; Intersound 4811)

### Kompilationen
| Jahr | Titel Musiklabel Katalog-Nr.        | Höchstplatzierung, Gesamtwochen, AuszeichnungChartplatzierungen (Jahr, Titel, Musiklabel Katalog-Nr., Platzierungen, Wochen, Auszeichnungen, Anmerkungen) | Höchstplatzierung, Gesamtwochen, AuszeichnungChartplatzierungen (Jahr, Titel, Musiklabel Katalog-Nr., Platzierungen, Wochen, Auszeichnungen, Anmerkungen) | Höchstplatzierung, Gesamtwochen, AuszeichnungChartplatzierungen (Jahr, Titel, Musiklabel Katalog-Nr., Platzierungen, Wochen, Auszeichnungen, Anmerkungen) | Anmerkungen                         |
| Jahr | Titel Musiklabel Katalog-Nr.        | UK | US | R&B | Anmerkungen                         |
| ---- | ----------------------------------- | --- | --- | --- | ----------------------------------- |
| 1996 | Greatest Funkin’ Hits Capitol 33911 | — | US138 (4 Wo.)US | R&B46 (8 Wo.)R&B | Erstveröffentlichung: November 1996 |

Weitere Kompilationen
- 1986: The Best of George Clinton (Capitol 12534)
- 2000: Extended Pleasure (Stateside 24769)
- 2000: The Best of George Clinton (EMI-Capitol Special Markets 25910)

### Singles
| Jahr | Titel Album                                                           | Höchstplatzierung, Gesamtwochen, AuszeichnungChartplatzierungen (Jahr, Titel, Album, Platzierungen, Wochen, Auszeichnungen, Anmerkungen) | Höchstplatzierung, Gesamtwochen, AuszeichnungChartplatzierungen (Jahr, Titel, Album, Platzierungen, Wochen, Auszeichnungen, Anmerkungen) | Höchstplatzierung, Gesamtwochen, AuszeichnungChartplatzierungen (Jahr, Titel, Album, Platzierungen, Wochen, Auszeichnungen, Anmerkungen) | Höchstplatzierung, Gesamtwochen, AuszeichnungChartplatzierungen (Jahr, Titel, Album, Platzierungen, Wochen, Auszeichnungen, Anmerkungen) | Anmerkungen |
| Jahr | Titel Album                                                           | UK | US | R&B | Dance | Anmerkungen |
| ---- | --------------------------------------------------------------------- | --- | --- | --- | --- | --- |
| 1982 | Loopzilla Computer Games                                              | UK57 (7 Wo.)UK | — | R&B19 (13 Wo.)R&B | Dance48 (6 Wo.)Dance | Erstveröffentlichung: September 1982 Autor: George Clinton |
| 1983 | Atomic Dog Computer Games                                             | UK94 (2 Wo.)UK | — | R&B1 (26 Wo.)R&B | Dance38 (13 Wo.)Dance | Erstveröffentlichung: Januar 1983 Autoren: George Clinton, David Spradley, Garry Shider                                                                                                   |
| 1983 | Get Dressed Computer Games                                            | — | — | R&B73 (5 Wo.)R&B | — | Erstveröffentlichung: Mai 1983 Autoren: George Clinton, Bootsy Collins |
| 1983 | Nubian Nut You Shouldn’t-Nuf Bit Fish                                 | — | — | R&B15 (14 Wo.)R&B | — | Erstveröffentlichung: November 1983 Autoren: George Clinton, David Spradley, Fela Kuti, Lane Strickland                                                                                   |
| 1984 | Last Dance You Shouldn’t-Nuf Bit Fish                                 | — | — | R&B25 (11 Wo.)R&B | — | Erstveröffentlichung: Februar 1984 Autoren: Bootsy Collins, Robert Johnson, Stephanie Linn                                                                                                |
| 1984 | Quickie You Shouldn’t-Nuf Bit Fish                                    | — | — | R&B72 (4 Wo.)R&B | — | Erstveröffentlichung: Januar 1984 Autoren: Andre Williams, Robert Payne Evans, Ron Ford, Stephanie Linn                                                                                   |
| 1985 | Double Oh-Oh Some of My Best Jokes Are Friends                        | — | — | R&B32 (12 Wo.)R&B | Dance18 (8 Wo.)Dance | Erstveröffentlichung: April 1985 Autoren: George Clinton, Gary Schider, David Spradley |
| 1985 | Bullet Proof Some of My Best Jokes Are Friends                        | — | — | R&B69 (6 Wo.)R&B | — | Erstveröffentlichung: August 1985 Autoren: George Clinton, David Spradley |
| 1986 | Do Fries Go with That Shake R&B Skeletons in the Closet               | UK57 (2 Wo.)UK | — | R&B13 (15 Wo.)R&B | — | Erstveröffentlichung: Februar 1986 Autoren: George Clinton, Stephen Washington |
| 1986 | Hey Good Lookin’ R&B Skeletons in the Closet                          | — | — | R&B41 (11 Wo.)R&B | — | Erstveröffentlichung: Juni 1986 Autoren: George Clinton, Stephen Washington, Garry Shider                                                                                                 |
| 1993 | Paint the White House Black Hey Man … Smell My Finger                 | — | — | R&B62 (7 Wo.)R&B | — | Erstveröffentlichung: September 1993 inkl. Samples aus Smiling Faces Sometimes von The Undisputed Truth Autoren: Barrett Strong, Norman Whitfield                                         |
| 1993 | Martial Law (Hey Man … Smell My Finger) Hey Man … Smell My Finger     | — | — | R&B70 (7 Wo.)R&B | — | Erstveröffentlichung: Dezember 1993 Autoren: George Clinton, Kerry Gordy, William Bryant                                                                                                  |
| 1994 | Bop Gun (One Nation) Lethal Injection                                 | UK22 (3 Wo.)UK | US23 (20 Wo.)US | R&B37 (18 Wo.)R&B | — | Erstveröffentlichung: Juli 1994 Ice Cube feat. George Clinton Autoren: George Clinton, Ice Cube, Garry Shider, Junie Morrison, Quincy Jones III                                           |
| 1996 | If Anybody Gets Funked Up (It’s Gonna Be You) T. A. P. O. A. F. O. M. | UK97 (1 Wo.)UK | — | R&B51 (10 Wo.)R&B | — | Erstveröffentlichung: Mai 1996 mit The P-Funk Allstars Autoren: George Clinton, MC Breed                                                                                                  |
| 1997 | Ain’t Nuthin’ but a Jam Y’all Live … and Kickin’                      | — | — | R&B58 (18 Wo.)R&B | — | Erstveröffentlichung: September 1997 mit The Dazz Band Autoren: George Clinton, Marlon McClain, Robert Harris, Skip Martin                                                                |
| 1999 | Dog Food –                                                            | — | — | R&B83 (7 Wo.)R&B | — | Erstveröffentlichung: Oktober 1999 Forshé feat. George Clinton Autor: Paul Hill |
| 2015 | Wesley’s Theory To Pimp a Butterfly                                   | UK— SilberUK | US91 (1 Wo.)US | R&B33 (1 Wo.)R&B | — | Erstveröffentlichung: März 2015 Kendrick Lamar feat. George Clinton und Thundercat Autoren: Boris Gardiner, George Clinton, Kendrick Lamar, Ronald Colson, Stephen Bruner, Steven Ellison |

Weitere Singles
- 1986: R&B Skeletons (In the Closet)
- 1989: Tweakin’
- 1989: Why Should I Dog U Out?
- 1993: Walk the Dinosaur (The Goombas feat. George Clinton)
- 1993: Bubble Gum Gangster (mit The P-Funk All Stars)
- 1996: Summer Swim
- 1997: Get Yo Ass in the Water and Swim Like Me (mit The P-Funk All Stars)
- 1997: Knee Deep (The Deeper Mix) (feat. Digital Underground)
- 1998: Da Bomb City Soundtrack Vol. 1 (mit QD III)
- 1998: Da Bomb City Soundtrack Vol. 2 (mit QD III)
- 2004: P in the Funk (Que & Malaika feat. George Clinton)
- 2008: Wolves (Wu-Tang Clan feat. George Clinton)
- 2015: The Lavishments of Light Looking (Woke feat George Clinton)
- 2016: Doo Doo (Real Nois feat George Clinton)

### Videoalben
- 1998: P-Funk Remix
- 1998: Live from the House of Blues
- 1998: The Mothership Connection (mit Parliament und Funkadelic)
- 2005: Live at Montreux 2004 (mit Parliament und Funkadelic)
- 2009: Parliament Funkadelic: The Mothership Connection
- 2012: Live in France 2005 (mit The P-Funk All Stars)